# Pachymetopon blochii
Pachymetopon blochii är en fiskart som först beskrevs av Valenciennes, 1830.  Pachymetopon blochii ingår i släktet Pachymetopon och familjen havsrudefiskar. Inga underarter finns listade i Catalogue of Life.